# Marolles-en-Hurepoix
Marolles-en-Hurepoix település Franciaországban, Essonne megyében. Lakosainak száma 5688 fő (2022. január 1.). Marolles-en-Hurepoix Brétigny-sur-Orge, Cheptainville, Guibeville, Leudeville, La Norville és Saint-Vrain községekkel határos.

## Népesség
A település népességének változása:
| Lakosok száma | 5081 | 5212 | 5353 | 5388 | 5588 | 5610 | 5607 | 5667 | 5688 |
|               | 2013 | 2015 | 2016 | 2017 | 2018 | 2019 | 2020 | 2021 | 2022 |